# 婚检
婚前检查，简称婚检，也称婚前体检，是在结婚前对结婚的一方或双方进行的体检。常见的检查条目包括性病、HIV等。

## 检测项目
常见的检测项目包括梅毒、HIV等。美国在1980年代曾有超过30个州考虑过强制HIV检查。

## 争议
从1986年到2003年，中华人民共和国实施过10多年的强制婚检，直至《婚姻登记条例》取消强制婚检。取消的原因包括误判，侵犯隐私等。